# Бенедикт IV
Бенедикт IV або Венедикт IV (лат. Benedictus; ? — липень 903, Рим, Папська держава) — сто сімнадцятий папа Римський (1 лютого 900—липень 903), римлянин, син Мамала. Підтвердив усі рішення папи Формоза.
Коронував в Римі короля франків Людовика III як імператора Західної Римської імперії.
Відлучив від церкви Балдуїна II графа Фландрського за убивство архієпископа Реймського Фулька.